# Kraches
Els kraches són els membres d'un grup ètnic guang que viuen a la regió Volta de Ghana. Segons el joshuaproject també hi ha kraches que viuen a Togo (4.900). Existeixen entre 58.000 i 80.000 kraches. El krache és la llengua materna dels kraches. El seu codi ètnic és NAB59b i el seu ID és 12832.

## Situació geogràfica i pobles veïns
La regió krache està situada a prop de Nchimburu, a la zona de Kete Krachi, al centre de la regió Volta de Ghana. En aquest país hi viuen entre 58.000 i 75.000 kraches.
Segons el mapa lingüístic de Ghana de l'ethnologue hi ha dos territoris krache. Ambdós estan situats a ambdues ribes del llac Volta, al nord. La més gran està situada a les dues ribes del riu Oti, a la desembocadura d'aquest al llac Volta. Aquesta té coma veïns als chumburungs, al nord-oest, els nawuris al nord, els adeles i els chales a l'est i els àkans al sud. El territori més petit, que està a l'oest del llac Volta té com a veïns els gonja al nord i els kplangs al sud.
Segons el joshuaproject també hi ha 4.900 parlants de krache a Togo.

## Llengües
El krache és la llengua materna dels kraches, que també parlen l'àkan.

## Religió
La majoria dels kraches són cristians (95%) i el 5% creuen en religions africanes tradicionals. La meitat dels kraches cristians pertanyen a esglésies cristianes independents, una quarta part són catòlics i una quarta part són protestants. Segons el joshuaproject, el 23% dels kraches cristians segueixen el moviment evangèlic.